# Фрезуване (земеделие)
Фрезуването е механична обработка на почвата, извършвана с машини, които имат „активни“ органи, а движението им се предава от отводния вал на трактора.
Фрезуването е обработка, при която почвата се разрохква, наситнява равномерно по цялата дълбочина (10 – 15 см), а повърхността се подравнява. След тази обработка отпада необходимостта от допълнителна плитка обработка на почвата.

## Приложение
Фрезуване се прилага:
- когато се цели бързо подготвяне на почвата за сеитба или разсаждане;
- когато след предшестващата обработка почвата има буцеста структура;
- при междуредова обработка на лозя и градини;
- за подготовка на високи лехи за разсадопроизводство.

## Недостатъци
Негативните страни на фрезуването са:
- обработеният почвен слой се изсушава по-бързо;
- фрезуването е практика с ниска производителност и висок разход на енергия.
- Фрезуването не е подходяща обработка за площи, заплевелени с многогодишни плевели, тъй като увеличава заплевеляването.

## Машини
Машините, с които се извършва фрезуването, се наричат фрези.